# Melchor de Pobladura
Melchor de Pobladura OFMCap, bürgerlicher Name Raffaele Turrado Riesco (* 1. Februar 1904 in Pobladura de Yuso; † 19. Februar 1983 in Madrid) war ein spanischer römisch-katholischer Kapuziner.

## Leben
Er legte am 20. August 1922 seine einfache Profess ab, dann absolvierte er die drei Jahre des philosophischen Kurses im Kloster von Montehano. Er beendete das zweite Jahr des theologischen Studiums am 15. August 1927, als er seine feierliche Profess ablegte. Bischof Alfonso Maria De Sanctis weihte ihn am 29. Juli 1928 zum Priester. 1932 wurde er Mitglied des Institutum Historicum seines Ordens.

## Schriften (Auswahl)
- Historia generalis Ordinis Fratrum Minorum Capuccinorum. 1525–1619. Rom 1947, OCLC 615043791.
- Historia generalis Ordinis Fratrum Minorum Capuccinorum. 1619–1761. Rom 1948, OCLC 177285432.
- Seminarios de misioneros y conventos de perfecta vida común. Un episodio del regalismo español (1763–1785). Rom 1963, OCLC 253993269.
- La bella e santa riforma dei Frati Minori Cappuccini. Rom 1963, OCLC 1100311000.